# Dustin Hazelett
Dustin Tyler Hazelett (Louisa, 29 de abril de 1986) foi um atleta estaduniense de MMA. Ele competiu pela categoria dos pesos leves no Ultimate Fighting Championship (UFC). Em 2011, anunciou sua aposentadoria aos 25 anos de idade. 

## Início
Dustin Hazelett nasceu em Louisa, Kentucky, Estados Unidos.
Hazelett, foi apelidado como 'McLovin' em referência do filme Superbad, começou a treinar artes marciais no segundo ano como aluno de Jiu Jitsu Brasileiro com 16 anos, sendo faixa preta no estilo sob a orientação de Jorge Gurgel.

## Mixed Martial Arts
Hazelett lutou em diversos campeonatos até chegar ao UFC, estreando em 10 de outubro de 2006, sendo finalizado por Tony DeSouza. Desde então ele realizou cerca de oito lutas pelo grupo. Dustin possui no currículo uma notável luta contra Josh Burkman vencida por finalização com armlock, ocorrida no The Ultimate Fighter 7: Finale,  e outra luta contra Tamdan McCrory vencida por uma finalização com armlock invertido no UFC 91. As duas lutas renderam a Dustin o premio de Submission of the Night. Sua finalização impressionante sob Burkman deu a Hazelett o "Submission of the Year" do parceiro da ESPN, [Sherdog.com Sherdog]. Sua luta seguinte seria contra Ben Saunders no UFC 96, mas foi cancelada devido a lesões que sofreu antes da luta. Ele era esperado para fazer o seu retorno o octógono contra Karo Parisyan em 21 de novembro de 2009 no UFC 106. Entrementes, a luta foi cancelada após Karo Parisyan desistir da luta um dia antes da pesagem.
Hazelett mais tarde concordou em enfrentar Paul Daley no UFC 108 apos a desistência de Carlos Condit. Todavia, Hazelett perdeu a luta no primeiro período por nocaute.
Hazelett estava marcado para retornar contra Dan Hardy no UFC 119 apos um acordo verbal entre os dois. Entrementes, Hazelett desistiu devido ao seu casamento na mesma data da luta.
Hazelett enfrentou Rick Story em 7 de agosto de 2010 no UFC 117. Hazelett perdeu por TKO (punches) aos 1:15 do segundo round.
Hazelett é esperado para enfrentar Mark Bocek em 11 de dezembro de 2010 no UFC 124.

## Histórico
| Resultado | Record | Oponente         | Método                          | Evento                                      | Dats                   | Round | Tempo | Local                                  | Notes                                      |
| --------- | ------ | ---------------- | ------------------------------- | ------------------------------------------- | ---------------------- | ----- | ----- | -------------------------------------- | ------------------------------------------ |
| Derrota   | 12-7   | Mark Bocek       | Finalização (Triângulo)         | UFC 124: St-Pierre vs. Koscheck 2           | 11 de dezembro de 2010 | 1     | 2:33  | Montreal, Quebec, Canadá               | Retornou a categoria dos pesos leve do UFC |
| Derrota   | 12-6   | Rick Story       | TKO (Socos)                     | UFC 117: Silva vs. Sonnen                   | 7 de agosto de 2010    | 2     | 1:15  | Oakland, Califórnia, Estados Unidos    |                                            |
| Derrota   | 12-5   | Paul Daley       | KO (Socos)                      | UFC 108: Evans vs. Silva                    | 2 de janeiro de 2010   | 1     | 2:24  | Las Vegas, Nevada, Estados Unidos      |                                            |
| Vitória   | 12-4   | Tamdan McCrory   | Finalização (Armlock invertido) | UFC 91: Couture vs. Lesnar                  | 15 de novembro de 2008 | 1     | 3:59  | Las Vegas, Nevada, Estados Unidos      | Finalização da Noite                       |
| Vitória   | 11-4   | Josh Burkman     | Finalização (Armlock)           | The Ultimate Fighter 7 Finale               | 21 de junho de 2008    | 2     | 4:46  | Las Vegas, Nevada, Estados Unidos      | Luta da Noite; Finalização da Noite        |
| Derrota   | 10-4   | Josh Koscheck    | TKO (Chute na cabeça e socos)   | UFC 82: Pride of a Champion                 | 1 de março de 2008     | 2     | 1:24  | Columbus, Ohio, Estados Unidos         |                                            |
| Vitória   | 10-3   | Jonathan Goulet  | Finalização (Armlock)           | UFC Fight Night: Thomas vs. Florian         | 19 de setembro de 2007 | 1     | 1:14  | Las Vegas, Nevada, Estados Unidos      |                                            |
| Vitória   | 9-3    | Stevie Lynch     | Finalização (Anaconda)          | UFC 72: Victory                             | 16 de junho de 2007    | 1     | 2:50  | Belfast, Irlanda do Norte, Reino Unido |                                            |
| Vitória   | 8-3    | Diego Saraiva    | Decisão (unânime)               | UFC 67: All or Nothing                      | 3 de fevereiro de 2007 | 3     | 5:00  | Las Vegas, Nevada, Estados Unidos      |                                            |
| Derrota   | 7-3    | Tony DeSouza     | Finalização (Kimura)            | Ortiz vs. Shamrock 3: The Final Chapter     | 10 de outubro de 2006  | 1     | 3:59  | Hollywood, Flórida, Estados Unidos     | Estreia no UFC                             |
| Vitória   | 7-2    | Chad Reiner      | KO                              | Extreme Challenge 70                        | 26 de agosto de 2006   | 1     | 0:07  | Hayward, Wisconsin, Estados Unidos     |                                            |
| Vitória   | 6-2    | Victor Moreno    | Finalização (Armlock)           | EC 68 - Extreme Challenge 68                | 15 de julho de 2006    | 1     | 1:02  | Hayward, Wisconsin, Estados Unidos     |                                            |
| Vitória   | 5-2    | Mike Cardosa     | Finalização (triângulo)         | EC 68 - Extreme Challenge 68                | 15 de julho de 2006    | 1     | 0:48  | Hayward, Wisconsin, Estados Unidos     |                                            |
| Vitória   | 4-2    | Rhalan Gracie    | Decisão (dividida)              | GFC: Team Gracie vs Team Hammer House       | 3 de março de 2006     | 3     | 5:00  | Columbus, Ohio, Estados Unidos         |                                            |
| Derrota   | 3-2    | Dereck Keasley   | Decisão                         | FFC 16 - Freestyle Fighting Championship 16 | 24 de setembro de 2005 | 2     | 5:00  | Tunica, Mississippi, Estados Unidos    |                                            |
| Vitória   | 3-1    | John Shackelford | Finalização (Estrangulamento)   | FFC 16 - Freestyle Fighting Championship 16 | 24 de setembro de 2005 | 1     | 2:42  | Tunica, Mississippi, Estados Unidos    |                                            |
| Derrota   | 2-1    | Junior Assunção  | TKO                             | FT 3 - Full Throttle 3                      | 15 de julho de 2005    | 1     | 4:27  | Duluth, Geórgia, Estados Unidos        |                                            |
| Vitória   | 2-0    | Jason Ireland    | Finalização (triângulo          | H2H - Hand 2 Hand Combat                    | 17 de junho de 2005    | 1     | N/A   | Canton, Ohio, Estados Unidos           |                                            |
| Vitória   | 1-0    | Justin Hons      | Finalização (Armlock)           | KOTC: Dayton                                | 23 de outubro de 2004  | 1     | N/A   | Dayton, Ohio, Estados Unidos           |                                            |